# Vojislav Tankosić
Vojislav Tankosić (Ruklada, kod Uba, 28. rujna 1880. – Trstenik, 2. studenoga 1915.), poznat kao Vojvoda Tankosić, bio je major srpskе vojske, četnički vojvoda, jedan od osnivača tajne velikosrpske organizacije  "Crna ruka" i sudionik najvažnijih povijesnih događaja u Srbiji, od Svibanjskog prevrata 1903. do Sarajevskog atentata. Nositelj je Zlatnog vojnog reda Karađorđeve zvijezde s mačevima.
Kada je imao 23 godine, vodio je vojnike koji su u zavjeri u kojoj je ubijen srpski kralj Aleksandar Obrenović, strijeljali braću kraljice Drage Mašin. Narednih godina će sudjelovati u organiziranju i tajnim akcijama prvih četnika na turskom teritoriju, a nakon 1914. godine i na području istoka Bosne i Hercegovine pod Austrijskom vlašću. Smatra se sigurnim da je sudjelovao u organiziranju atentata na austrijskog nadvojvodu Ferdinanda u Sarajevu 1914. godine, koji je bio povod Prvog svjetskog rata. Austrijske vlasti su tražile od Srbije njegovo izručenje.
U borbama kod Velikog Popovića blizu Despotovca, 31. listopada 1915. godine teško je ranjen šrapnelom austrijo-ugarske granate. Prenijet je radi liječenja u Trstenik, gdje je umro 2. studenoga 1915. godine. Nakon što su austro-ugarske snage 8. studenoga 1915. god. okupirale Trstenik, provedena je ekshumacija njegovog tijela, te je ono fotografirano kako bi se u novinama moglo objaviti kako je organizatora ubojstva austro-ugarskog prijestolonasljednika "stigla zaslužena kazna".